# Reactor (scheikunde)

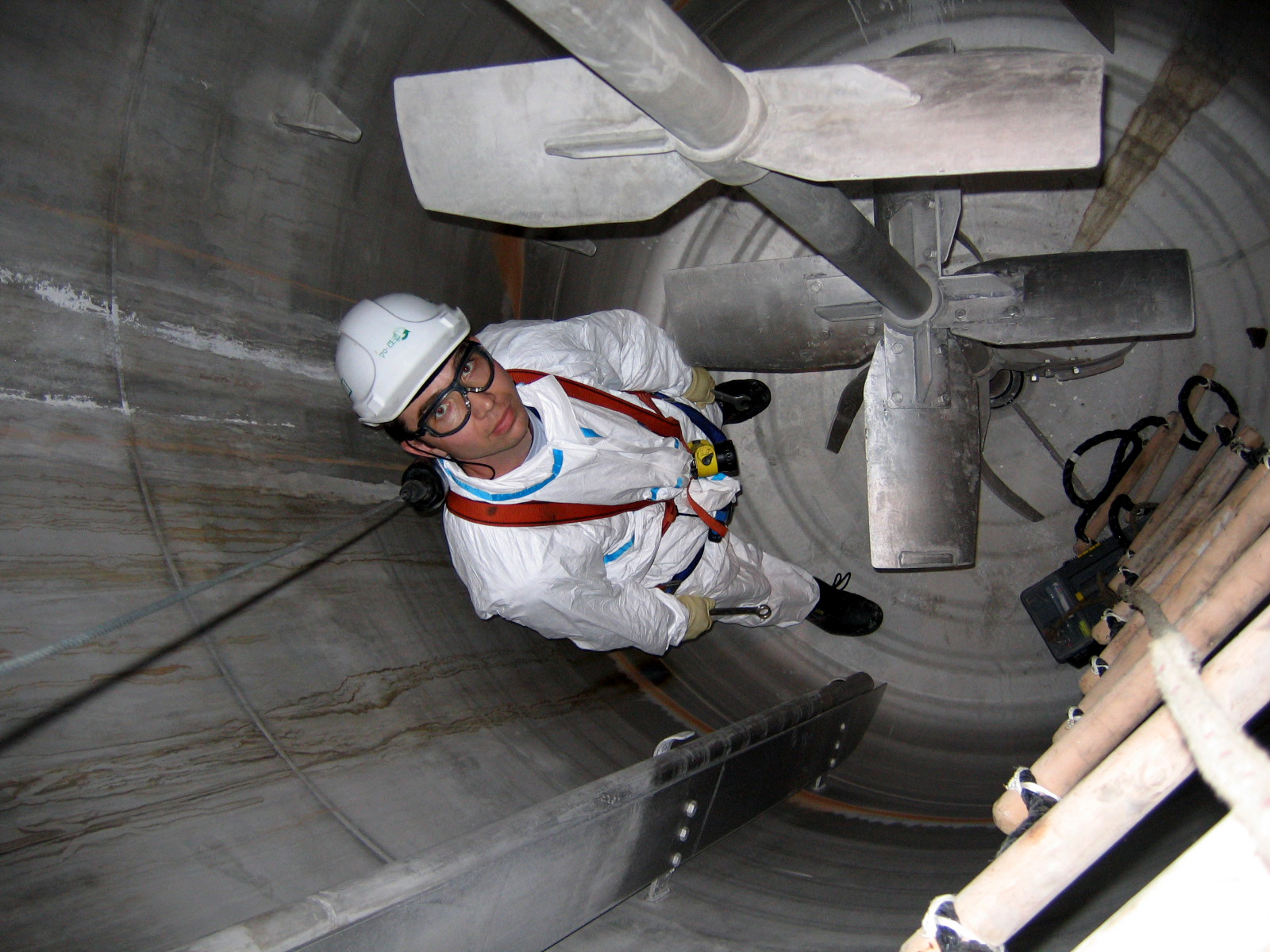
Een Continuous Stirred Tank Reactor (CSTR) wordt aan de binnenzijde gecontroleerd op de toestand van het vat.

Een chemische reactor is een vat dat zodanig ontworpen is dat er een chemische reactie in kan plaatsvinden. Ze worden ingezet in de chemische industrie. Voor de ontwerper van een chemische reactor is het de taak om een reactor te ontwerpen die zo weinig mogelijk kost, zo veilig mogelijk is en een zo hoog mogelijke opbrengst van het gewenste product oplevert. Het vakgebied dat zich hiermee bezighoudt, wordt reactorkunde genoemd. Reactorkunde is een deelgebied van de procestechnologie. 
Op laboratoriumschaal wordt niet van een reactor gesproken, maar van een reactievat. Dit is doorgaans een rondbodemkolf, maar ook erlenmeyers en proefbuizen worden als reactievaten aangewend.

## Soorten reactoren
Er zijn verschillende soorten reactoren te onderscheiden. De belangrijkste hiervan in de scheikundige technologie zijn:
- Batchreactor
- Continu geroerde tankreactor (Engels: Continuous Stirred Tank Reactor of CSTR)
- Propstroomreactor (Engels: Plug Flow Reactor of PFR)

### Batchreactor
Een batchreactor is de eenvoudigste reactor. Alle reactanten worden voordat de reactie begint in het vat gedaan en terwijl de reactie plaatsvindt wordt er goed geroerd. Tijdens de reactie worden er geen nieuwe reactanten toegevoegd en er worden ook geen stoffen verwijderd. Men kan de reactie net zo lang laten verlopen totdat de gewenste conversie (omzettingsgraad) is bereikt. Dit type reactor wordt vooral gebruikt voor productie van stoffen in kleine hoeveelheden waarvoor veel reactiestappen nodig zijn, zoals de productie van geneesmiddelen.

### Continu geroerde tankreactor
Een CSTR is net als een batchreactor een vat, waarin de reactanten worden geroerd. Het verschil is echter dat in een CSTR de reactanten continu worden toegevoegd, en het product continu wordt afgevoerd. De ideale reactor model is zo goed gemengd dat de concentratie in het vat overal gelijk is. (Dit is niet helemaal waar in een werkelijke reactor) 

### Propstroomreactor
Een PFR, propstroomreactor of buisreactor is geen groot vat, maar een lange buis waar het reactiemengsel doorheen stroomt. Aan de ene kant van de buis gaan de reactanten de reactor in, in de buis reageren ze (terwijl ze erdoorheen stromen) en aan de andere kant komen de producten eruit. Men spreekt van een propstroom als er in de radiale richting van de buis geen verschil is in temperatuur, stroomsnelheid, concentratie of reactiesnelheid. Stoffen die dus door het midden van de buis lopen verkeren onder dezelfde omstandigheden als stoffen die langs de binnenwand van de buis stromen. Er is echter weinig menging tussen de voor- en de achterkant van de reactor. Dit leidt tot hogere conversies bij de meeste processen omdat de "gemiddelde" concentratie (en dus vaak ook de reactiesnelheid) hoger is dan in een CSTR.